# Nestor Mesta Chayres
Néstor Mesta Chayres (alias Nestor Chaires, Ciudad Lerdo, 26 de febrero de 1908-Ciudad de México, 29 de junio de 1971) fue un tenor aclamado en México y un destacado intérprete de canciones españolas, bolero y música romántica mexicana en el escenario de conciertos internacionales. Fue elogiado por sus interpretaciones artísticas de las obras de Agustín Lara y María Grever y fue apodado "El Gitano de México".

## Biografía
Néstor Mesta Cháyres fue hijo de Florentino Mesta y Juana Cháyres y sus hermanos: Juanita, María Luisa, Herminia, Óscar, Jesús y Margarita en la ciudad de Lerdo, México. Sus estudios iniciales en música fueron proporcionados por un maestro local y un organista en la iglesia parroquial. En su juventud, también era conocido por cantar junto con una grabación de la ópera Rigoletto de Giuseppe Verdi. Mientras todavía estaba en la escuela secundaria, exhibió una aptitud vocal excepcional que le valió varios premios. Después de la muerte de su padre en 1925, obtuvo una beca para el Conservatorio Nacional de Música en la Ciudad de México. Sus estudios incluyeron instrucciones sobre teoría musical, armonía, contrapunto y voz con Lambert Castañeros, que había actuado en La Scala en Milán, Italia.
La carrera profesional de Néstor comenzó en el centro artístico de la capital mexicana in 1929 interpretando canciones de Jorge del Moral y Agustín Lara en el Anfiteatro de Bolívar en la Escuela Nacional Preparatoria. Pronto logró el éxito en la estación de radio XEB en la Ciudad de México, donde continuó actuando durante cuatro años. En 1933 lanzó una gira de conciertos con el pianista Jorge del Moral a Havanna, Cuba, donde interpretó el vals Divina Mujer en varios teatros. También apareció en tres conciertos de gala para el President de la República durante su gira de doce meses en la isla. Después de regresar a la Ciudad de México en 1934, también grabó varias canciones, entre ellas: Morena(Jorge del Moral) y Rocío (Alfonso Espara Oteo).

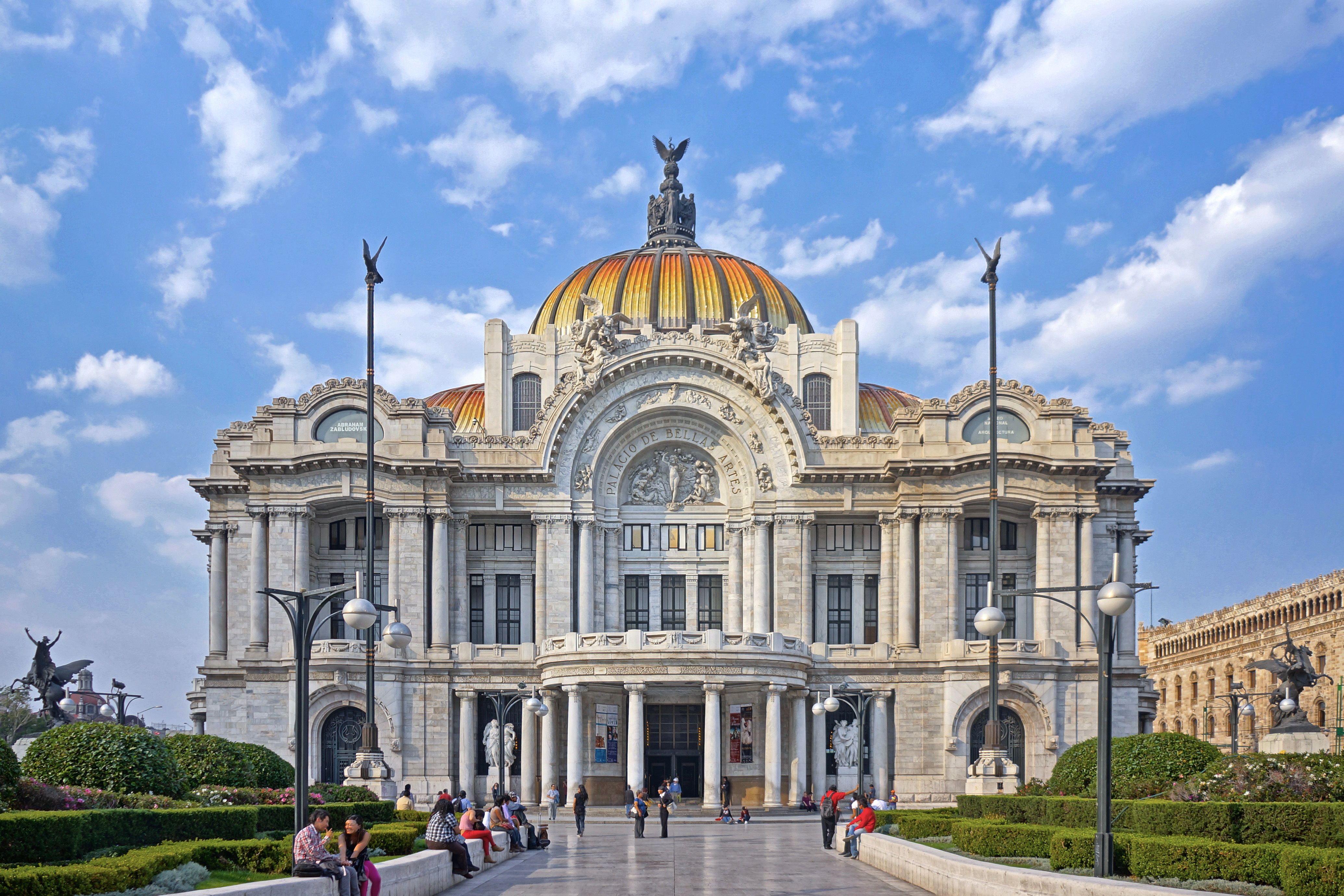
Palacio de Bellas Arts, Ciudad de México - Bellas Artes 01

A comienzos de la década de 1940, Cháyres había alcanzado una gran notoriedad en todo México. Pronto colaboró con la Orquesta Sinfónica Nacional en un concierto en el prestigiosos Palacio de Bellas Artes de la Ciudad de México en 1943. Esto preparó el escenario para el debut de Néstor en la ciudad de Nueva York en la radio para WABC bajo la dirección de Andre Kostelanetz y un posterior concierto con la Orquesta de Filadelfia. A principios de la década de e1940, también realizó conciertos regularmente en el club nocturno Havana-Madrid en Nueva York mientras recibes aclamación crítica.
Cháyres se unió al equipo de Columbia Broadcasting System (CBS Radio) en 1943 bajo la dirección musical de Alfredo Antonini como solista destacado en el programa de radio Viva América mientras colaboraba con el acordeonista John Serry Sr. y el pianista Terig Tucci y cancionista Elsa Miranda. Continuó colaborando con Antonini en transmisiones de radio y en vivo adicionales para Voice of America y la Oficina de Radiodifusión Internacional y Asuntos Culturales del Departamento de Estado de los Estados Unidos (Coordinator of Inter-American Affairs) en los años siguientes. Estas actuaciones en la radio fueron disfrutadas por el público de Norteamérica y Sudamérica. Además, estas actuaciones ayudaron a introducir la música latinoamericana y el bolero mexicano a grandes audiencias en todo Estados Unidos durante la década de 1940. Varias grabaciones también fueron producidas en colaboración con Antonini y su orquesta durante este tiempo en Decca Records, incluyendo los boleros: Noche de Ronda (# 23770 B) y Granada (# 23770 A). Sus grabaciones en Norteamérica y Suramérica para RCA Victor de este período presentaron colaboaciones con la Orquesta Radio Caracas y la Orquesta Gonzalo Cerevera. Incluyeron: Princesita (# 90-0595-B), Manolete (# 23-0853-A) y Silverio (# 20-0853-B).

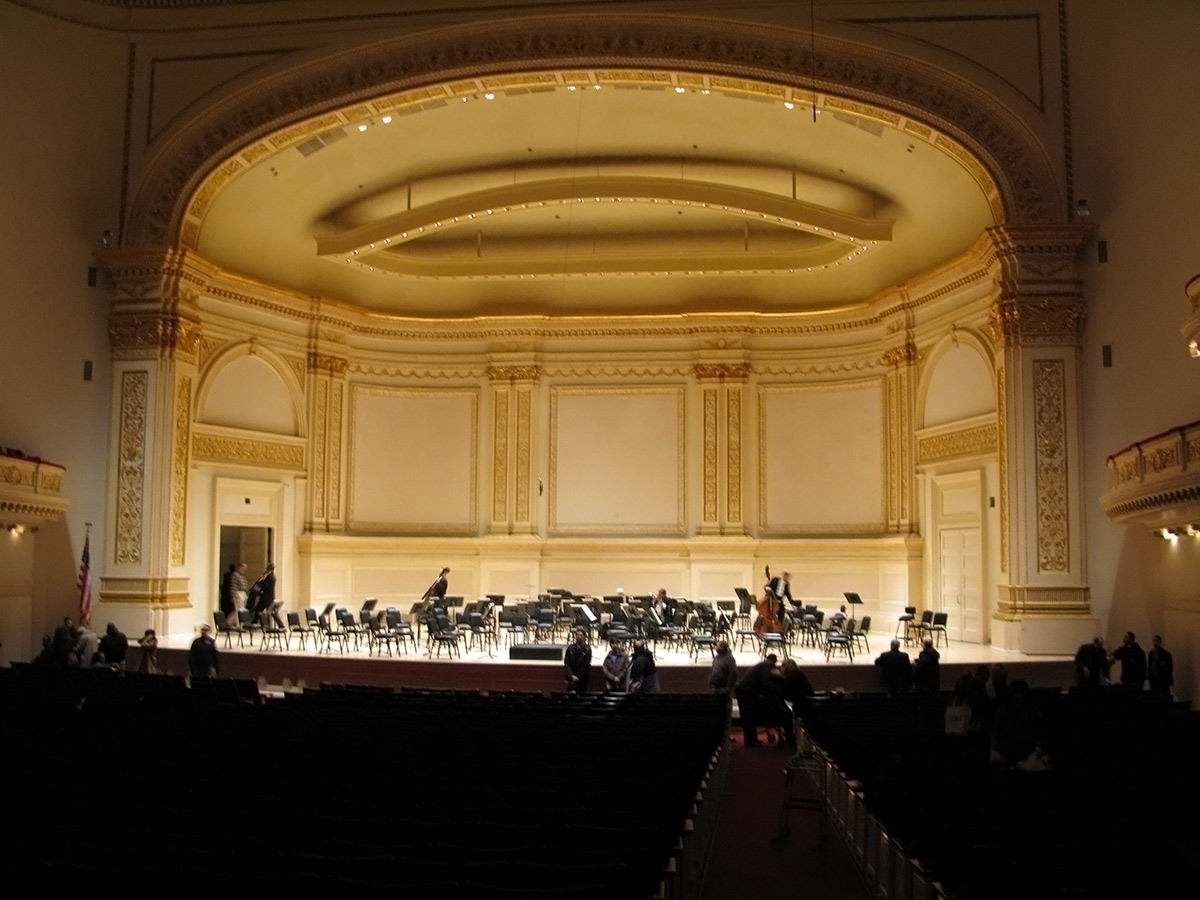
Carnegie Hall, La Ciudad de Nueva York. Carnegie-hall-isaac-stern

Néstor también actuó regularmente en la red de radio NBC durante este tiempo. Cháyres primer realizó un concierto en el histórico The Town Hall en la ciudad de Nueva York en 1945 y regresó para una repetición tres años más tarde. Posteriormente, colaboró una vez más con Alfredo Antonini dirigiendo la Filarmónica de Nueva York para un concierto de gala de la "Noche de las Américas" en el Carnegie Hall en 1946.
En base a estos logros, surgió una amplia gama de conciertos internacionales que incluyeron una aparición con la Orquesta Filarmónica de Montreal en Canadá en 1946. Mientras realizaba conciertos en Sudamérica, actuó en Perú, Colombia, Venezuela, Chile y Argentina. También regresó a México para actuar para el presidente Miguel Alemán Valdés en 1947. En 1949, se unió al Chicago Opera House y realizó conciertos por toda Europa en Francia, Holanda, Noruega, Dinamarca, Inglaterra y España. En Madrid, interpretó las Siete Canciones de Manuel de Falla y recibió gran aclamación. Su última gira en los Estados Unidos y Canadá se completó en 1950. Al regresar a la Ciudad de México, se casó con su esposa Peggy Satanon quien "descubrió" a Cháyres durante un recital en el Palacio de Bellas Artes.
En 1951, la carrera artística de Néstor fue interrumpida por la trágica muerte de su madre en un accidente automovilístico. Cháyres suspendió sus apariciones en conciertos durante más de diez años, pero apareció en la película Cuando Me Vaya en 1954 en colaboración con actores como Libertad Lamarque, Miguel Torruco, Julián de Meriche y los vocalistas Juan Arvizu y Alfonso Ortiz Tirado. La película contó la historia de la compositora mexicana María Grever y ganó dos Premios Ariel en México in 1955. Regresó a la televisión en 1968 para una aparición en la Hora de Paco Malgesto y en 1969 en La Hora Dorado de la W. Su última aparición en la televisión ocurrió en 1970 en el programa 24 Horas.

### Estilo de rendimiento
Durante el transcurso de su carrera profesional, los críticos de la revista Billboard aplaudieron a Néstor Mesta Cháyres por su entrega potente, emocionante y dramática que complació a su público. También fue felicitado por la calidez y la ternura de sus interpretaciones. Los críticos también tomaron nota de su voz aguda y completa y su capacidad para interpretar las melodías folclóricas gitanas mexicanas con fuego y pasión.
Las interpretaciones artísticas de Néstor Mesta Cháyres de canciones como Murcia, Toledo, Clavel Sevilliano, Granada y la Suite Española de Agustín Lara le valieron el querido título: "El Gitano de México". A menudo se lo comparaba favorablemente son los destacados tenores de su época, incluyendo a: Juan Arvizu, Tito Schipa, Louis G. Roldán y Alfonso Ortiz Tirado.

### Muerte
Néstor Mesta Cháyres falleció en la Ciudad de México después de sufrir un ataque al corazón a la edad de 63 años. Su legado musical incluye una colección de grabaciones de las obras de Agustín Lara y María Grever.

## Filmografía
- Cuando me vaya (1954) - Néstor Chayres como él mismo.

## Discografía
- Nestor Chayres - Romantic Songs of latin America - Decca Records (# A 507) - Néstor Cháyres con el Orquesta Alfredo Antonini (1947, 1950)[40][41] Lista de selecciones musicales: La Morena de Mi Copla - Carlos Castellano Gómez, Lamento Gitano - María Grever, Granada - Agustín Lara, Noche de Ronda - Agustín Lara, El Relicario - José Padilla Sanchez, Oración Caribe - Agustín Lara, Princesita - Josée Padilla Sanchez, Ay, Ay, AY, - Osmán Pérez Freire

- Nestor Chayres Canta - SMC-ProArte - Néstor Cháyres con el Orquesta Alfredo Mendez interpretando canciones por Agustín Lara (196?)[42] Lista de selecciones musicales: Arráncame la Vida - Agustín Lara, Farolito - Agustín Lara, Santa - Agustín Lara, Pregon de la Flores - Agustín Lara, Mirame - Agustín Lara, Mi Rival - Agustín Lara, Españolarias - Agustín Lara, Piensa En Mi - Agustín Lara

- Seven Spanish Folk Songs - Kingsway - Néstor Cháyres con el pianista Fritz Kramer interpretando canciones por Manuel de Falla (195?)[43] Lista de selecciones musicales: El Paño Moruno - Maue de Falla, Seguidilla Murciano - Manuel de FAlla,, Asturiana - Manuel de Falla, Jota - Manuel de FAlla, Nana - Manuel de FAlla, Cancion - Manuel de Falla, Polo - Manuel de Falla, Mi Pobre Reja - canción popular española, Del Cabello Mas Sutil - canción popular española, La Parida - canción popular española, Copla - canción popular española, Clavelitos - canción popular española, Mi Maja - canción popular española, A Granada - canción popular española, Hableme de Amores - canción popular española, Grandinas - canción popular española

- Nestor Chaires - RCA de Venezuela - Néstor Cháyres interpretando en Caracas, Venezuela (196?)[44] Lista de selecciones musicales: Somos Differentes, Hoy No Quisiere Vivir, Rocio, Por Eso Si Digo, Asi, No Espero Nada De Ti

- Noche De Mar - Barcelona Compañía de Gramóphone Odeón (# OKA 1525) - Néstor Cháyres interpretando canción por José Reyna con orquesta (1950)[45]

- Ni de Día, Di de Noche - Barcelona Compañía Gramóphone Odeón (# OKA 1526) - Néstor Cháyres interpretando canción por María Grever (1950)

- Silverio - Barcelona Compañía Gramóphone Odeón (# OKA 1528) - Néstor Cháyres interpretando concíon por Agustín Lara con orquesta (1949)[46]

- Qué Me Importa? - Barcelona Compañía Gramóphone Odeón (# OKA 1527) - Néstor Cháyres interpretando canción por Mario Fernández Porta con orquesta(1949)

- Libreme Dios Victor (#23-1027) - Néstor Cháyres interpretando un bolero (1949)[47]

- Mucho Mas Victor (#23-107) - Néstor Cháyres interpretando una rumba (1949)[48]

- Manolete - RCA Victor (#23-0853-A) - Néstor Cháyres con Orquesta Radio de la Caracas interpretando un paso doble por Manuel Álvarez Maciste (194?)[49]

- Silverio - RCA Victor (#23-0853-B) - Néstor Chaáyres con Orquesta Radio de la Radio Caracas interpretando un paso doble por Agustín Lara (194?)[50]

- Gitanillo - Victor (#23-1379) - Néstor Cháyres interpretando un paso doble por Agustín Lara (1949)[51]

- Rocio - Victor (#23-1379) - Néstor Cháyres interpretando un paso doble (1949)[52]

- Hoy No Quisiera Vivir - Victor (#23-0956) - Néstor Cháyres interpretando un bolero con Orquesta de la Radio Caracas (1948)[53]

- Por Eco Si Te Digo - Victor (#23-0956) - Néstor Cháyres interpretando un bolero con Orquesta Radio Caracas (1948)[53]

- No Te Vayas - Victor (#23-0899) - Néstor Cháyres interpretando un bolero con Orquesta de la Radio Caracas (1948)[54]

- Pobre Corazon - Victor (#23-0899) - Néstor Cháyres interpretando un bolero con Orquesta de la Radio Caracas (1948)[54]

- Todo Mi Ser - RCA Victor (#90-0595-B) - Néstor Cháyres interpretando una canción de cuna por María Grever con Orquesta Isidor Handler (1947)[55][56]

- Princesita - RCA Victor (90-0595-A) Néstor Cháyres interpretando in canción de cuna por M. E. Palomero con Orquesta Isidor Handler ((1947)[57][58]

- Granada - Decca (#23-770A) - Néstor Cháyres con Orquesta Alfredo Antonini interpretando canción por Agustín Lara (1946)[59]

- Noche de Ronda - Decca (#23-23770B) - Néstor Cháyres con Orquesta Alfredo Antonini interpretando canción por Agustín Lara (1946)[60]

- Lamento Gitano - Decca (#50015) - Néstor Cháyres interpretando una canción por María Grever con Orquesta Alfredo Antonini (195?)[61]

- Macarenas - RCA Victor (#23-5347-A) - Néstor Cháyres intepretadno un bolero con Orquesta Vier Fidazzini (19??)[62]

- Oracion Caribe - Decca (#50017) - Néstor Cháyres interpretando una canción por Agustín Lara con Orquesta Alfredo Antonini (19??)[63]

- El Relicario - Decca (#50017 A) - Néstor Cháyres interpretando un bolero por José Padilla Sanches con Orquesta Alfredo Antonini (19??)[64]

- La Morena De Me Copla - Decca (# 50015 A) - Néstor Cháyres interpretando un bolero por Carlos Castellano con Orquesta Alfredo Antonini (19??)[65]

- Torna Piccina - Victor (25-7092-A) - Néstor Cháyres interpretando una canción italiana con Orquesta Isidor Handler (19??)[66]

- Te Espero - Victor (90-0599-B) - Néstor Cháyres interpretando un bolero por Luis Álvarez con Orquesta Isidor Handler (19??)[67]

- Tus Lindos Ojos - Victor (90-0599-A) - Néstor Cháyres interpretando unbolero por Luis Álvarez con Orquesta Isidor Handler (19??)[68]

- Cara Piccina - Victor (#25-7092-B) - Néstor Cháyres intrepetando una canción italiana con Orquesta Isidor Handler (19??)[69]

- Tu Valsecito - RCA Victor (#23-5347) - Néstor Cháyres interpretando un vals por Francisco Flores con Orquesta Vieri Fidazini (19??)[70]

- La Guapa - RCA Victor (#23-1349-A) - Néstor Cháyres interpretando un paso doble por Luis Arcaraz con Orquesta Gonzalo Cervera (19??)[71]

- La Vida Castiga - Victor (# 23-0787-B) - Néstor Cháyres interpretando un vals por A. Mucieste (19??)[72]

- Alma Mia - RCA Victor (#23-1232-B) - Néstor Cháyres interpretando una canción pr María Grever (19??)[73]

- No Espero Nada De Ti - Victor (#23-1315-B) - Néstor Cháyres interpretando u beguine por María Grever (19??)[74]

- Porque Te Quiero - RCA Victor (#23-1349-B) - Néstor Cháyres interpretando un paso doble por Peralta/Monreal con Orquesta Gonzalo Cervera (19??)[75]

- Por Eso Si Te Digo - Victor (#23-0956-B) - Néstor Cháyres interpretando un bolero por Lois Blou con Orquesta de la Radio Caracas (19?/)[76]

- Hoy No Quisiera Vivir - Victor (#23-0956-A) - Néstor Cháyres interpretando un bolero por Alvelino Munez con Orquesta de la Rado Caracas (19??)[77]

- Rayito De Luna - RCA Victor (#23-1232-A) - Néstor Cháyres interpretando boler por Chucho Navarro con Orquesta De Henri Rene (19??)[78]

- Cuando Vuelva a Tu Lado - Néstor Cháyres interpretando un bolero con orquesta y piano y órgan (19??)[79]

- Buenos Noches Mi Amor - Néstor Cháyres interpretando un bolero con orquesta y coro (19??)[80]